# Валерійс Шабала
Валерійс Шабала (латис. Valērijs Šabala, нар. 12 жовтня 1994, Рига, Латвія) — латвійський футболіст, нападник національну збірну Латвії та клубу «Судува».

## Клубна кар'єра
У дорослому футболі дебютував 2009 року виступами за команду клубу «Даугава Рига», в якій протягом року взяв участь лише у 2 матчах чемпіонату.
2010 року захищав кольори команди клубу «Олімпс».
Своєю грою за останню команду привернув увагу представників тренерського штабу клубу «Сконто», до складу якого приєднався 2011 року. Відіграв за ризький клуб наступні три сезони своєї ігрової кар'єри. Більшість часу, проведеного у складі «Сконто», був основним гравцем атакувальної ланки команди. У складі «Сконто» був одним з головних бомбардирів команди, маючи середню результативність на рівні 0,38 голу за гру першості.
2014 року приєднався до бельгійського клубу «Брюгге», але заграти в команді не зумів. Тому з того часу перебуває в орендах у наступних клубах «Анортосіс», «Сконто» та «Яблонець». А 2015 року, також на правах оренди, приєднався до польського клубу «Мєдзь» (Легниця) 2015 року.

## Виступи за збірні
2010 року дебютував у складі юнацької збірної Латвії, взяв участь у 18 іграх на юнацькому рівні, відзначившись двома забитим голом.
Протягом 2010–2012 років залучався до складу молодіжної збірної Латвії. На молодіжному рівні зіграв у 3 офіційних матчах, забив 2 голи.
2012 року дебютував в офіційних матчах у складі національної збірної Латвії.
| Дата       | Місто   | Господарі          | Результат | Гості                | Турнір            | Голи | Примітки |
| ---------- | ------- | ------------------ | --------- | -------------------- | ----------------- | ---- | -------- |
| 6-2-2013   | Доха    | Катар              | 3 – 1     | Латвія               | товариський матч  | -    | 74'      |
| 28-5-2013  | Рига    | Латвія             | 3 – 3     | Туреччина            | товариський матч  | 2    | 46' 71'  |
| 7-6-2013   | Рига    | Латвія             | 0 – 5     | Боснія і Герцеговина | Відбір до ЧС 2014 | -    | 64' 90'  |
| 14-8-2013  | Таллінн | Естонія            | 1 – 1     | Латвія               | товариський матч  | -    | 46'      |
| 6-9-2013   | Рига    | Латвія             | 2 – 1     | Литва                | Відбір до ЧС 2014 | -    | 61'      |
| 11-10-2013 | Вільнюс | Литва              | 2 – 0     | Латвія               | Відбір до ЧС 2014 | -    |          |
| 15-10-2013 | Рига    | Латвія             | 2 – 2     | Словаччина           | Відбір до ЧС 2014 | 1    | 45+3'    |
| 15-11-2013 | Дублін  | Ірландія           | 3 – 0     | Латвія               | товариський матч  | -    | 62'      |
| 5-3-2014   | Скоп'є  | Північна Македонія | 2 – 1     | Латвія               | товариський матч  | -    | 64'      |
| Усього     |         | Матчів             | 9         |                      | Голів             | 3    |          |

## Титули і досягнення
- Володар Кубка Латвії з футболу (1):

«Сконто»: 2011-12
- Чемпіон Фарерських островів (1):

«Клаксвік»: 2022